# 榎本就全
榎本 就全（えのもと なりまさ）は、江戸時代の武士。毛利氏の家臣で、長州藩士。300石。父は榎本就時、養父は榎本就行。

## 生涯
寛永3年（1626年）、長州藩士である榎本就時の次男として生まれる。
寛永11年（1634年）5月28日、毛利秀就から「就」の偏諱と、伊織助の官途名を与えられ、以後、秀就、綱広、吉就の三代に仕えた。また、叔父の榎本就行に嗣子がいなかったため婿養子となり、その後を継いでいる。
元禄4年（1691年）閏8月7日に死去。享年66。子の行全（市左衛門、三四郎、源左衛門）が後を継いだ。